# William Weightman
William Weightman (Waltham, Lincolnshire, 30 de setembro de 1813 – Ravenhill, 25 de agosto de 1904) foi um químico estadunidense.
Foi um dos maiores latifundiários dos Estados Unidos.

## Biografia
Weightman nasceu em 30 de setembro de 1813 em Waltham, Lincolnshire, Inglaterra, chegando nos Estados Unidos em 1829, com 16 anos de idade. Estabeleceu-se nos Estados Unidos por sugestão de seu tio, o químico John Farr, fundador da firma Farr and Kunzi, os primeiros produtores de sulfato e quinina dos Estados Unidos.
Após a aposemntadoria de Kunzi em 1836, Farr juntou-se com Thomas Powers e Weightman, estabelecendo a indústria química Farr, Powers e Weightman.
Com a morte de John Farr em 1847, a indústria química foi denominada Powers e Weightman.
Responsável pela introdução da quinina nos Estados Unidos, Weightman acumulou uma fortuna considerável com seu empreendimento.
Em 1875 Powers e Weightman receberam a Medalha Elliott Cresson de engenharia.
Weightman comprou centenas de acres de fazendas no atual norte da Filadélfia, construindo bairros para a classe operária, interligados por linhas de bonde. O arquiteto foi Willis Gaylord Hale, casado com uma de suas sobrinhas.
Tendo seus dois filhos falecido antes dele, sua filha Anne Weightman assumiu seus negócios nos últimos anos. Residiram em uma grande mansão, Ravenhill,
Faleceu em 25 de agosto de 1904 em Ravenhill.